# Уил (окръг, Илинойс)
Окръг Уил (на английски: Will County) е окръг в щата Илинойс, Съединени американски щати. Площта му е 2199 km², а населението - 502 266 души (2000). Административен център е град Джолиет.